# Список тунелів України
Перелік тунелів довжиною понад 200 метрів.

## Тунелі метрополітену та швидкісного трамваю

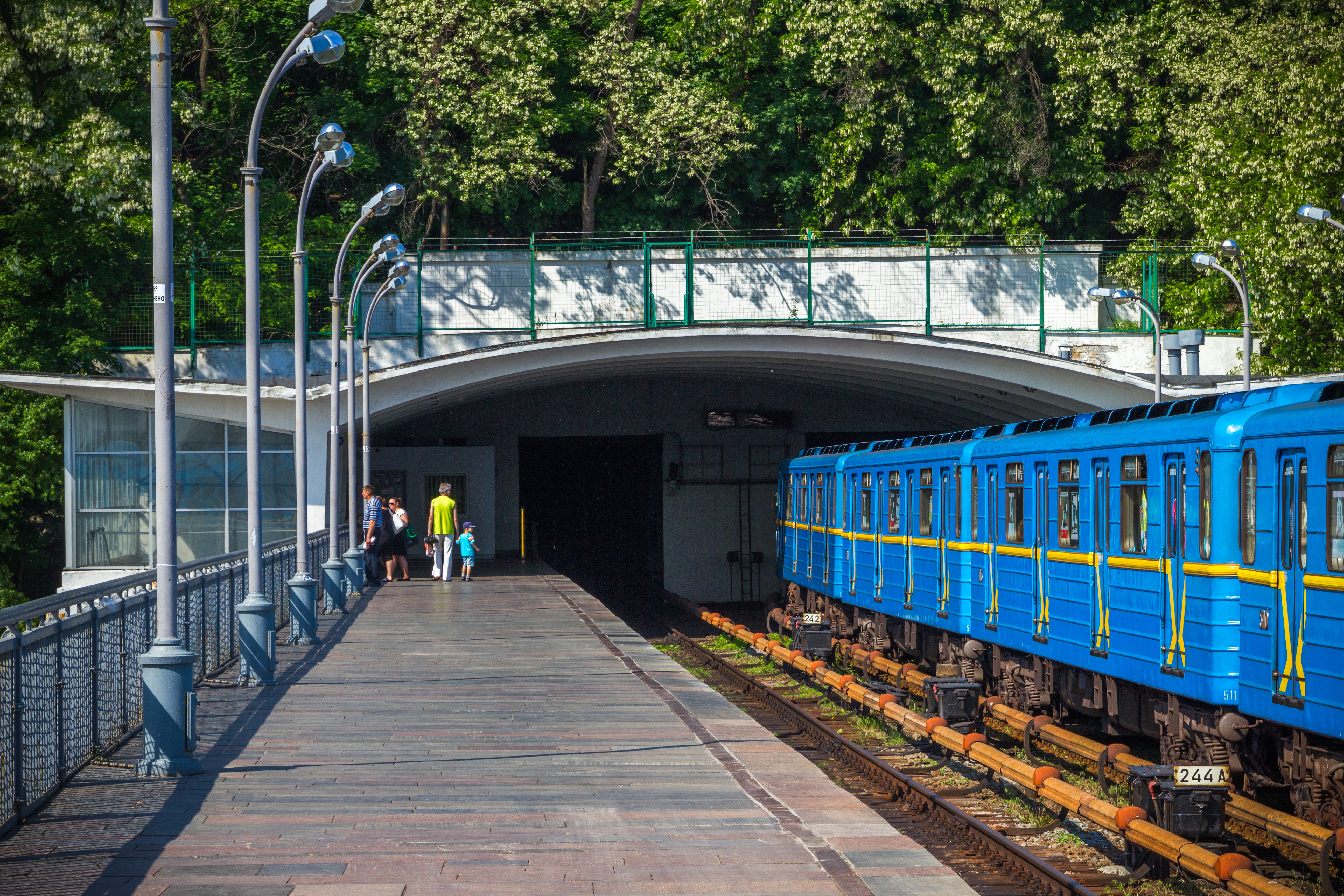
початок тунелю Святошинсько—Броварської лінії

| тунель                                                                     | довжина, м | координати початку / кінця | роки      | тип                | примітка                                    |
| -------------------------------------------------------------------------- | ---------- | --- | --------- | ------------------ | ------------------------------------------- |
| Оболонсько-Теремківська лінія                                              | 20895      | 50°31′38″ пн. ш. 30°29′52″ сх. д. / 50.5272331° пн. ш. 30.4978645° сх. д. / 50°22′01″ пн. ш. 30°27′14″ сх. д. / 50.3669883° пн. ш. 30.454005° сх. д.  | 1976—2013 | метрополітен       |                                             |
| Холодногірсько-Заводська лінія                                             | 17900      | 49°58′55″ пн. ш. 36°10′46″ сх. д. / 49.9818196° пн. ш. 36.1794054° сх. д. / 49°56′43″ пн. ш. 36°24′13″ сх. д. / 49.9451963° пн. ш. 36.4035308° сх. д. | 1975—1978 | метрополітен       |                                             |
| Святошинсько-Броварська лінія                                              | 15975      | 50°26′28″ пн. ш. 30°33′31″ сх. д. / 50.4410225° пн. ш. 30.5584985° сх. д. / 50°27′54″ пн. ш. 30°21′18″ сх. д. / 50.4649692° пн. ш. 30.3550422° сх. д. | 1960—2003 | метрополітен       | тунелем є тільки правобережна частина лінії |
| Сирецько-Печерська лінія                                                   | 14579      | 50°28′36″ пн. ш. 30°25′57″ сх. д. / 50.4765437° пн. ш. 30.4325366° сх. д. / 50°23′43″ пн. ш. 30°34′50″ сх. д. / 50.3953875° пн. ш. 30.5804819° сх. д. | 1989—1992 | метрополітен       | правобережна частина                        |
| Салтівська лінія                                                           | 10900      | 49°59′26″ пн. ш. 36°14′02″ сх. д. / 49.9904977° пн. ш. 36.2338489° сх. д. / 50°01′40″ пн. ш. 36°20′17″ сх. д. / 50.0277345° пн. ш. 36.3379722° сх. д. | 1984—1986 | метрополітен       |                                             |
| Олексіївська лінія                                                         | 12900      | 49°58′45″ пн. ш. 36°14′51″ сх. д. / 49.9791807° пн. ш. 36.2475388° сх. д. / 50°03′44″ пн. ш. 36°11′55″ сх. д. / 50.0622667° пн. ш. 36.1985832° сх. д. | 1984—2016 | метрополітен       |                                             |
| Центрально-Заводська лінія                                                 | 8500       | 48°28′12″ пн. ш. 34°55′21″ сх. д. / 48.4699641° пн. ш. 34.9225545° сх. д. / 48°28′30″ пн. ш. 35°01′04″ сх. д. / 48.4751113° пн. ш. 35.0176415° сх. д. | 1981—1995 | метрополітен       |                                             |
| Сирецько-Печерська лінія                                                   | 7400       | 50°23′41″ пн. ш. 30°35′53″ сх. д. / 50.3946318° пн. ш. 30.597927° сх. д. / 50°24′36″ пн. ш. 30°41′38″ сх. д. / 50.410054° пн. ш. 30.6939447° сх. д.   | 1992—2008 | метрополітен       | лівобережна частина                         |
| між станціями Кільцева та Мудрьона Криворізького швидкісного трамваю       | 2800       | 47°53′35″ пн. ш. 33°23′40″ сх. д. / 47.8930894° пн. ш. 33.3944114° сх. д. / 47°55′04″ пн. ш. 33°23′58″ сх. д. / 47.9178573° пн. ш. 33.3993306° сх. д. | 1989      | швидкісний трамвай |                                             |
| між станціями Мудрьона та Міська лікарня Криворізького швидкісного трамваю | 2300       | 47°55′53″ пн. ш. 33°24′40″ сх. д. / 47.931343° пн. ш. 33.4110948° сх. д. / 47°56′33″ пн. ш. 33°26′08″ сх. д. / 47.9425343° пн. ш. 33.4356638° сх. д.  | 1989      | швидкісний трамвай |                                             |
| між станціями ШПФ та Зарічна Криворізького швидкісного трамваю             | 966        | 47°59′29″ пн. ш. 33°29′25″ сх. д. / 47.9912535° пн. ш. 33.4902092° сх. д. / 47°59′57″ пн. ш. 33°29′43″ сх. д. / 47.999108° пн. ш. 33.495402° сх. д.   | 1999      | швидкісний трамвай |                                             |
| між депо та станцією Індустріальна Криворізького швидкісного трамваю       | 350        | 47°57′52″ пн. ш. 33°27′57″ сх. д. / 47.9645362° пн. ш. 33.4658548° сх. д. / 47°58′01″ пн. ш. 33°28′08″ сх. д. / 47.9669427° пн. ш. 33.4688267° сх. д. | 1999      | швидкісний трамвай |                                             |
| СЗВ-1 (між Святошинсько-Броварською лінією та депо Дарниця                 | 240        | 50°27′17″ пн. ш. 30°36′29″ сх. д. / 50.4546427° пн. ш. 30.6079236° сх. д. / 50°27′10″ пн. ш. 30°36′25″ сх. д. / 50.4528018° пн. ш. 30.6070492° сх. д. |           | метрополітен       |                                             |

## Залізничні тунелі довжиною більше 200 м
| тунель                                      | довжина, м | координати початку / кінця | роки      | примітка                    |
| ------------------------------------------- | ---------- | --- | --------- | --------------------------- |
| Лутугинський                                | 2063       | 48°26′46.1″ пн. ш. 39°06′36.3″ сх. д. / 48.446139° пн. ш. 39.110083° сх. д. / 48°25′43.2″ пн. ш. 39°07′08.5″ сх. д. / 48.428667° пн. ш. 39.119028° сх. д. | 1913—1915 |                             |
| Новий Бескидський                           | 1822       | 48°45′39″ пн. ш. 23°19′29″ сх. д. / 48.7607224° пн. ш. 23.3247685° сх. д. / 48°45′07″ пн. ш. 23°18′14″ сх. д. / 48.7519518° пн. ш. 23.3037883° сх. д.     | 2013—2017 |                             |
| Бескидський                                 | 1750       | 48°45′39″ пн. ш. 23°19′27″ сх. д. / 48.7607507° пн. ш. 23.3241409° сх. д. / 48°45′08″ пн. ш. 23°18′15″ сх. д. / 48.7523161° пн. ш. 23.3040941° сх. д.     | 1886      |                             |
| на перегоні Ясіня — Вороненка               | 1202       | 48°16′24″ пн. ш. 24°28′56″ сх. д. / 48.2732367° пн. ш. 24.4823295° сх. д. / 48°16′34″ пн. ш. 24°29′53″ сх. д. / 48.2760501° пн. ш. 24.4981438° сх. д.     | 1895      |                             |
| на перегоні Щербин — Волосянка-Закарпатська | 880        | 48°59′55″ пн. ш. 22°48′40″ сх. д. / 48.9985208° пн. ш. 22.811206° сх. д. / 49°00′03″ пн. ш. 22°48′02″ сх. д. / 49.0007732° пн. ш. 22.8006918° сх. д.      |           |                             |
| Лоцманський                                 | 865        | 48°24′30″ пн. ш. 35°01′22″ сх. д. / 48.4084432° пн. ш. 35.0227082° сх. д. / 48°24′53″ пн. ш. 35°01′45″ сх. д. / 48.4148455° пн. ш. 35.0292528° сх. д.     | 1928      |                             |
| Глафіровський                               | 712        | 48°22′09″ пн. ш. 39°19′40″ сх. д. / 48.369284° пн. ш. 39.3277181° сх. д. / 48°22′32″ пн. ш. 39°19′40″ сх. д. / 48.3756591° пн. ш. 39.3278415° сх. д.      | 1916      |                             |
| Циганський                                  | ~615       | 44°37′09″ пн. ш. 33°37′13″ сх. д. / 44.6191298° пн. ш. 33.6202268° сх. д. / 44°36′51″ пн. ш. 33°37′11″ сх. д. / 44.6141276° пн. ш. 33.619701° сх. д.      | 1874      |                             |
| на перегоні Щербин — Волосянка-Закарпатська | ~600       | 49°00′29″ пн. ш. 22°48′16″ сх. д. / 49.0080647° пн. ш. 22.8045434° сх. д. / 49°00′32″ пн. ш. 22°48′45″ сх. д. / 49.0089233° пн. ш. 22.8125686° сх. д.     | 1904      |                             |
| тунель під Дніпром                          | 555        | 50°20′05″ пн. ш. 30°34′13″ сх. д. / 50.3346028° пн. ш. 30.5702868° сх. д. / 50°20′08″ пн. ш. 30°34′41″ сх. д. / 50.3356574° пн. ш. 30.5779258° сх. д.     | 1936—1941 | недобудований та затоплений |
| на перегоні Микуличин — Яремче              | 545        | 48°26′00″ пн. ш. 24°33′20″ сх. д. / 48.4334299° пн. ш. 24.5554948° сх. д. / 48°25′50″ пн. ш. 24°33′41″ сх. д. / 48.4306323° пн. ш. 24.5615244° сх. д.     | 1894      |                             |
| на перегоні Щербин — Волосянка-Закарпатська | ~515       | 49°00′19″ пн. ш. 22°49′10″ сх. д. / 49.0052179° пн. ш. 22.8195745° сх. д. / 49°00′15″ пн. ш. 22°48′50″ сх. д. / 49.0040918° пн. ш. 22.8137809° сх. д.     | 1904      |                             |
| на перегоні Щербин — Волосянка-Закарпатська | 450        | 48°58′59″ пн. ш. 22°50′17″ сх. д. / 48.98317° пн. ш. 22.8379369° сх. д. / 48°59′03″ пн. ш. 22°50′34″ сх. д. / 48.9841909° пн. ш. 22.8428936° сх. д.       | 1904      |                             |
| Білий                                       | 437        | 44°37′36″ пн. ш. 33°36′17″ сх. д. / 44.6267011° пн. ш. 33.6046807° сх. д. / 44°37′22″ пн. ш. 33°36′21″ сх. д. / 44.6227762° пн. ш. 33.6059574° сх. д.     | 1874      |                             |
| на перегоні Турка — Явора                   | ~450       | 49°10′23″ пн. ш. 23°03′19″ сх. д. / 49.1731265° пн. ш. 23.0553996° сх. д. / 49°10′32″ пн. ш. 23°03′36″ сх. д. / 49.1755534° пн. ш. 23.0599701° сх. д.     | 1905      |                             |
| на перегоні Скотарське — Бескид             | ~400       | 48°44′05″ пн. ш. 23°17′15″ сх. д. / 48.7346844° пн. ш. 23.2876012° сх. д. / 48°44′00″ пн. ш. 23°17′32″ сх. д. / 48.7332691° пн. ш. 23.2923111° сх. д.     | 1886      | закинутий                   |
| на перегоні Щербин — Сянки                  | ~365       | 48°59′43″ пн. ш. 22°50′32″ сх. д. / 48.9953355° пн. ш. 22.8422016° сх. д. / 48°59′44″ пн. ш. 22°50′50″ сх. д. / 48.9956523° пн. ш. 22.8472013° сх. д.     | 1904      |                             |
| на перегоні Скотарське — Бескид             | ~350       | 48°44′04″ пн. ш. 23°17′18″ сх. д. / 48.7345004° пн. ш. 23.2883414° сх. д. / 48°44′00″ пн. ш. 23°17′33″ сх. д. / 48.7334036° пн. ш. 23.2925579° сх. д.     |           |                             |
| Сухарний                                    | 331        | 44°37′48″ пн. ш. 33°35′21″ сх. д. / 44.6298927° пн. ш. 33.589081° сх. д. / 44°37′41″ пн. ш. 33°35′32″ сх. д. / 44.6280679° пн. ш. 33.5923103° сх. д.      | 1874      |                             |
| на перегоні Соколики — Яблонка              | ~320       | 49°05′27″ пн. ш. 22°54′09″ сх. д. / 49.0908969° пн. ш. 22.902385° сх. д. / 49°05′22″ пн. ш. 22°54′22″ сх. д. / 49.089576° пн. ш. 22.9062259° сх. д.       | 1905      |                             |
| на перегоні Щербин — Сянки                  | ~330       | 48°59′46″ пн. ш. 22°50′57″ сх. д. / 48.9961943° пн. ш. 22.8493041° сх. д. / 48°59′54″ пн. ш. 22°51′09″ сх. д. / 48.9983413° пн. ш. 22.8524262° сх. д.     | 1904      |                             |
| на перегоні Щербин — Сянки                  | ~320       | 49°00′00″ пн. ш. 22°49′47″ сх. д. / 49.0000658° пн. ш. 22.8297615° сх. д. / 48°59′52″ пн. ш. 22°49′56″ сх. д. / 48.9977641° пн. ш. 22.8323579° сх. д.     | 1904      |                             |
| на перегоні Рахів — Берлебаш                | 300        | 48°00′28″ пн. ш. 24°10′58″ сх. д. / 48.0078596° пн. ш. 24.1827053° сх. д. / 48°00′24″ пн. ш. 24°11′11″ сх. д. / 48.0067362° пн. ш. 24.1865033° сх. д.     | 1894      |                             |
| на криворізький дитячий залізниці           | 300        | 47°57′31″ пн. ш. 33°26′46″ сх. д. / 47.9584771° пн. ш. 33.4460413° сх. д. / 47°57′32″ пн. ш. 33°27′00″ сх. д. / 47.9587896° пн. ш. 33.4500271° сх. д.     | 1980-і    | недобудований               |
| Троїцький                                   | 294        | 44°36′46″ пн. ш. 33°33′51″ сх. д. / 44.612854° пн. ш. 33.5642759° сх. д. / 44°36′39″ пн. ш. 33°33′42″ сх. д. / 44.6108988° пн. ш. 33.5616044° сх. д.      | 1874      |                             |
| на перегоні Скотарське — Бескид             | ~270       | 48°44′19″ пн. ш. 23°17′02″ сх. д. / 48.7385691° пн. ш. 23.2838675° сх. д. / 48°44′11″ пн. ш. 23°17′00″ сх. д. / 48.7362553° пн. ш. 23.2833418° сх. д.     | 1886      |                             |
| Бучацький                                   | 260        | 49°04′08″ пн. ш. 25°23′16″ сх. д. / 49.0689318° пн. ш. 25.3878164° сх. д. / 49°04′15″ пн. ш. 25°23′24″ сх. д. / 49.0708577° пн. ш. 25.3899407° сх. д.     | 1884      |                             |
| на перегоні Щербин — Волосянка-Закарпатська | ~250       | 48°59′35″ пн. ш. 22°48′36″ сх. д. / 48.9930793° пн. ш. 22.8099024° сх. д. / 48°59′37″ пн. ш. 22°48′47″ сх. д. / 48.9937234° пн. ш. 22.8130513° сх. д.     | 1904      | закинутий, нині пішохідний  |
| на перегоні Скотарське — Бескид             | ~250       | 48°44′46″ пн. ш. 23°17′59″ сх. д. / 48.7461076° пн. ш. 23.2997891° сх. д. / 48°44′54″ пн. ш. 23°18′02″ сх. д. / 48.748244° пн. ш. 23.3006045° сх. д.      | 1886      |                             |
| на перегоні Турка — Явора                   | 248        | 49°09′18″ пн. ш. 23°02′06″ сх. д. / 49.1549598° пн. ш. 23.0348861° сх. д. / 49°09′21″ пн. ш. 23°02′17″ сх. д. / 49.1558158° пн. ш. 23.0381262° сх. д.     | 1905      |                             |
| на перегоні Микуличин — Яремче              | 240        | 48°25′25″ пн. ш. 24°35′57″ сх. д. / 48.4236731° пн. ш. 24.5990592° сх. д. / 48°25′18″ пн. ш. 24°35′55″ сх. д. / 48.4216795° пн. ш. 24.5985657° сх. д.     | 1894      |                             |
| Міський                                     | 228        | 44°36′19″ пн. ш. 33°32′17″ сх. д. / 44.6053268° пн. ш. 33.5381243° сх. д. / 44°36′16″ пн. ш. 33°32′08″ сх. д. / 44.6044751° пн. ш. 33.5355333° сх. д.     | 1874      |                             |
| на перегоні Бойківська — Ясениця            | 215        | 49°12′50″ пн. ш. 23°00′52″ сх. д. / 49.2139046° пн. ш. 23.0144852° сх. д. / 49°12′46″ пн. ш. 23°01′01″ сх. д. / 49.2128112° пн. ш. 23.0168885° сх. д.     | 1905      |                             |

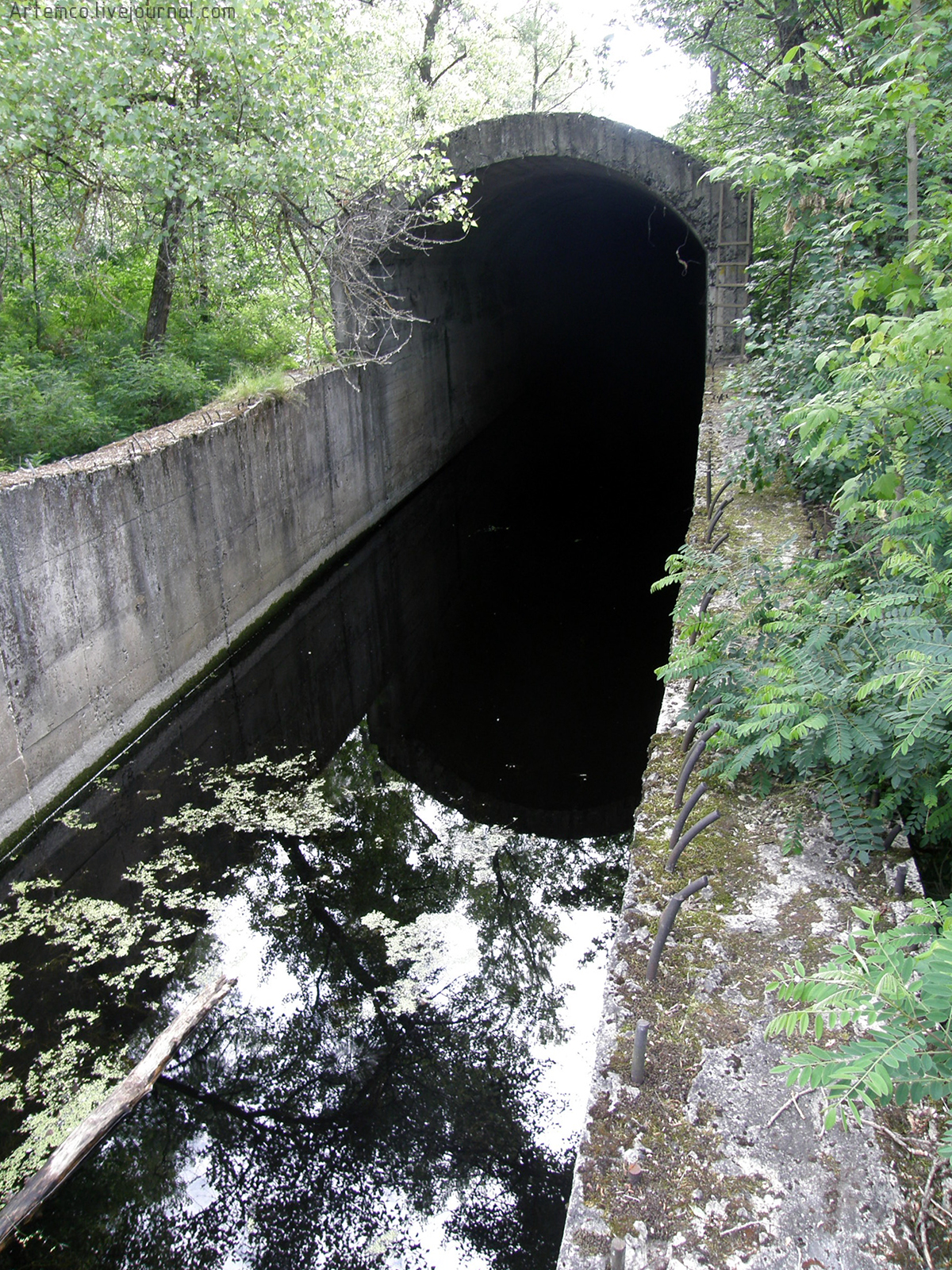
недобудований тунель під Дніпром на південь від Києва
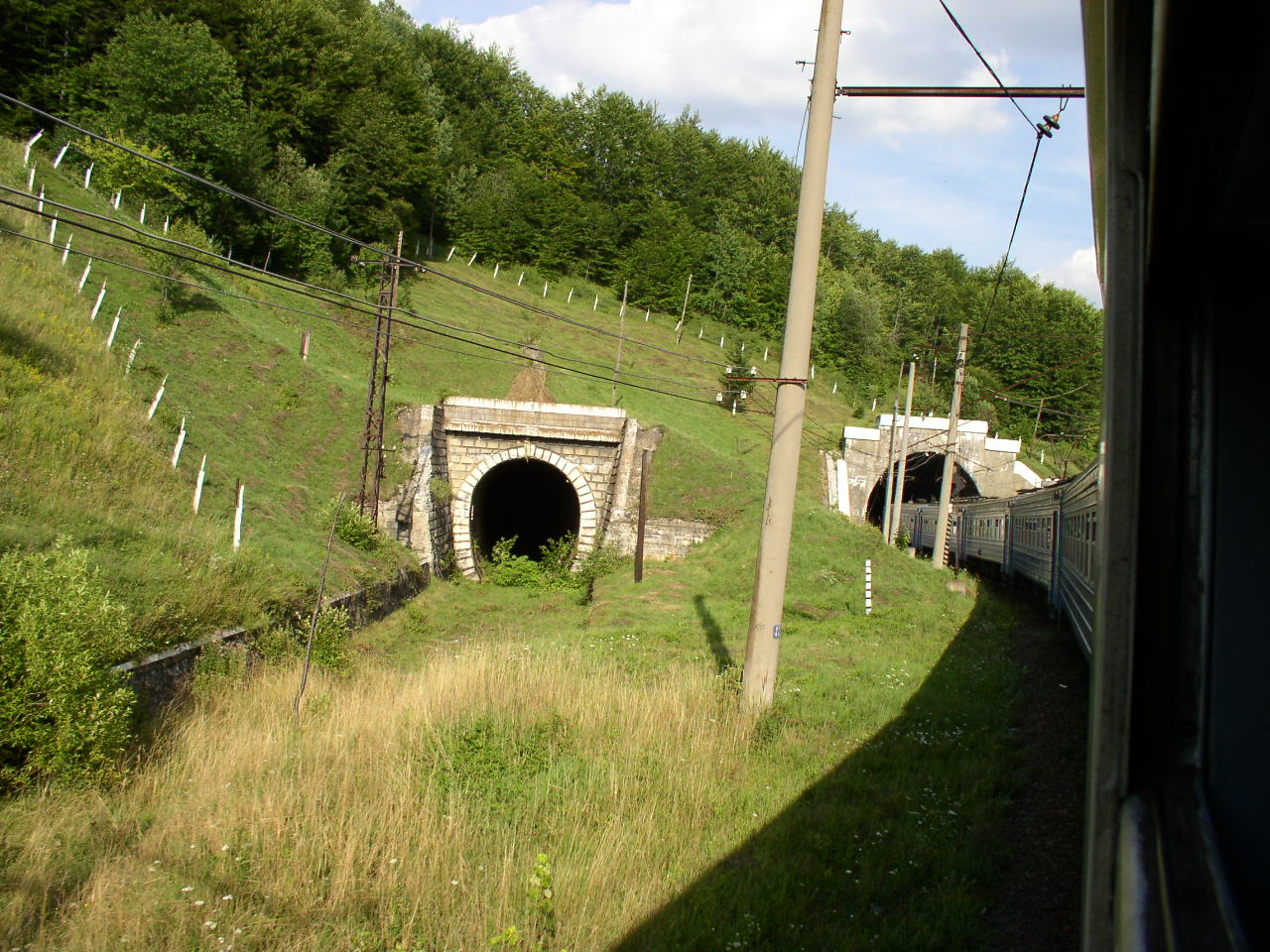
новий та закинутий тунелі на перегоні Скотарське — Бескид
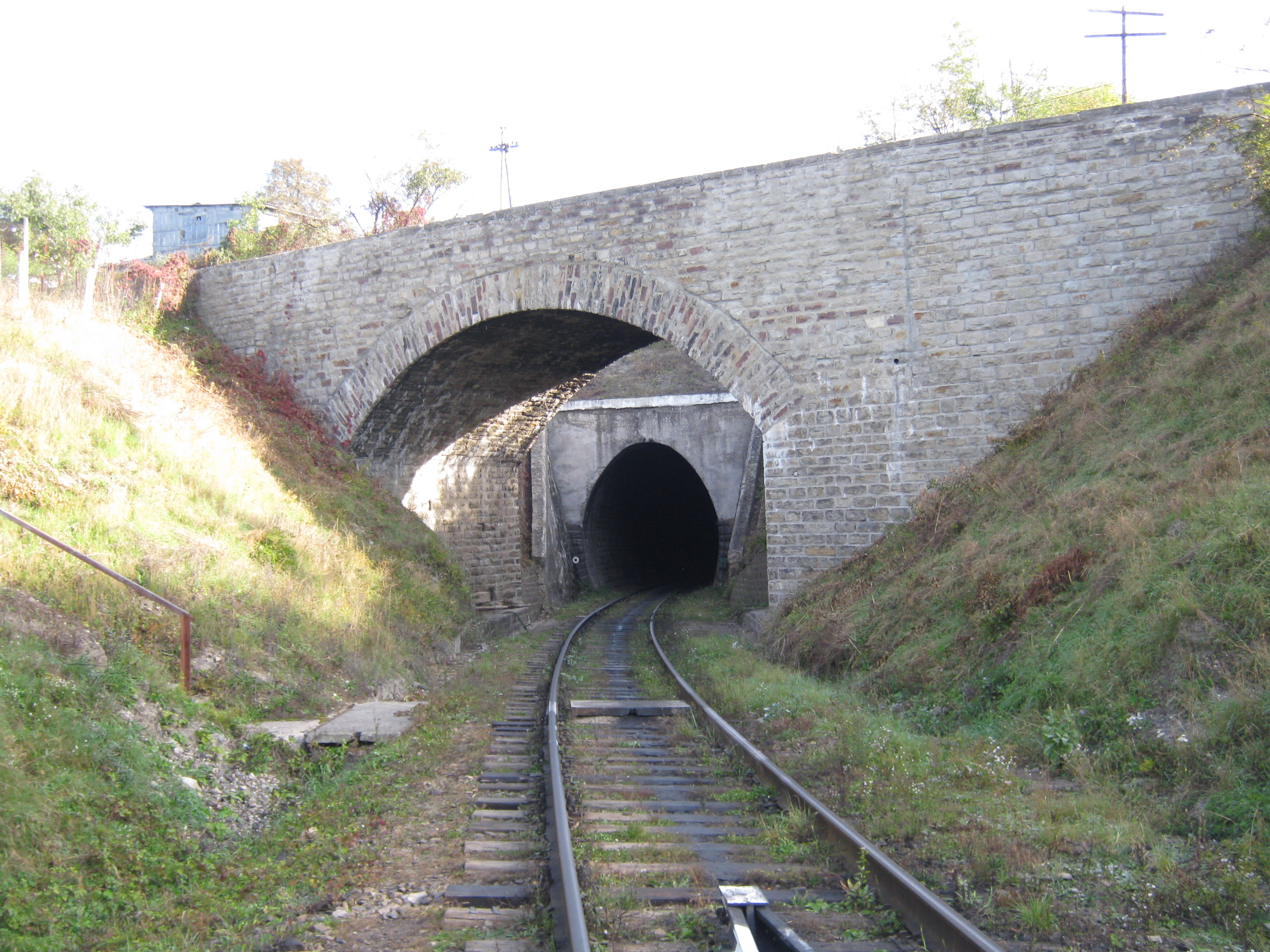
Бучацький тунель
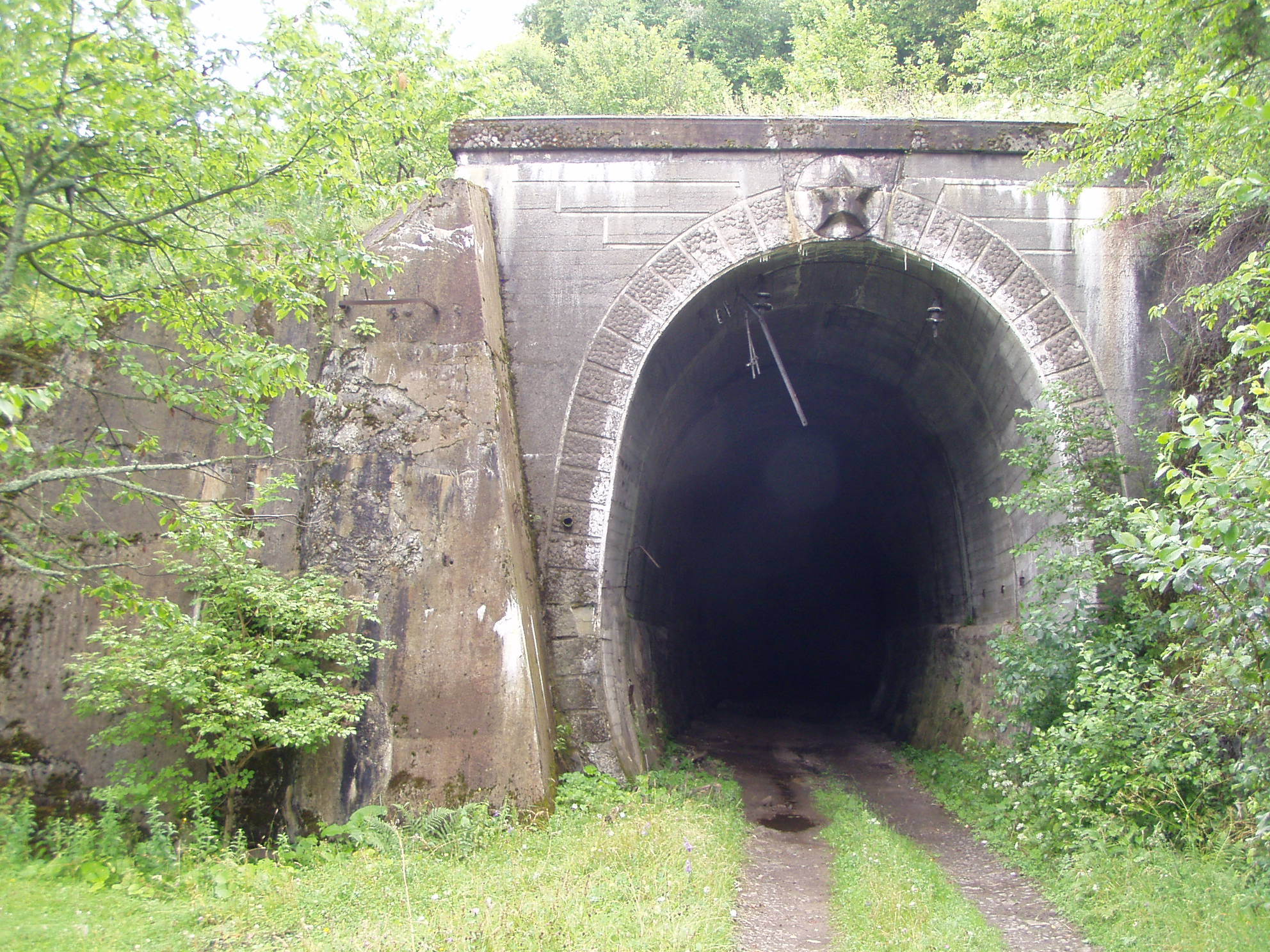
колишній залізничний тунель на перегоні Щербин — Волосянка-Закарпатська
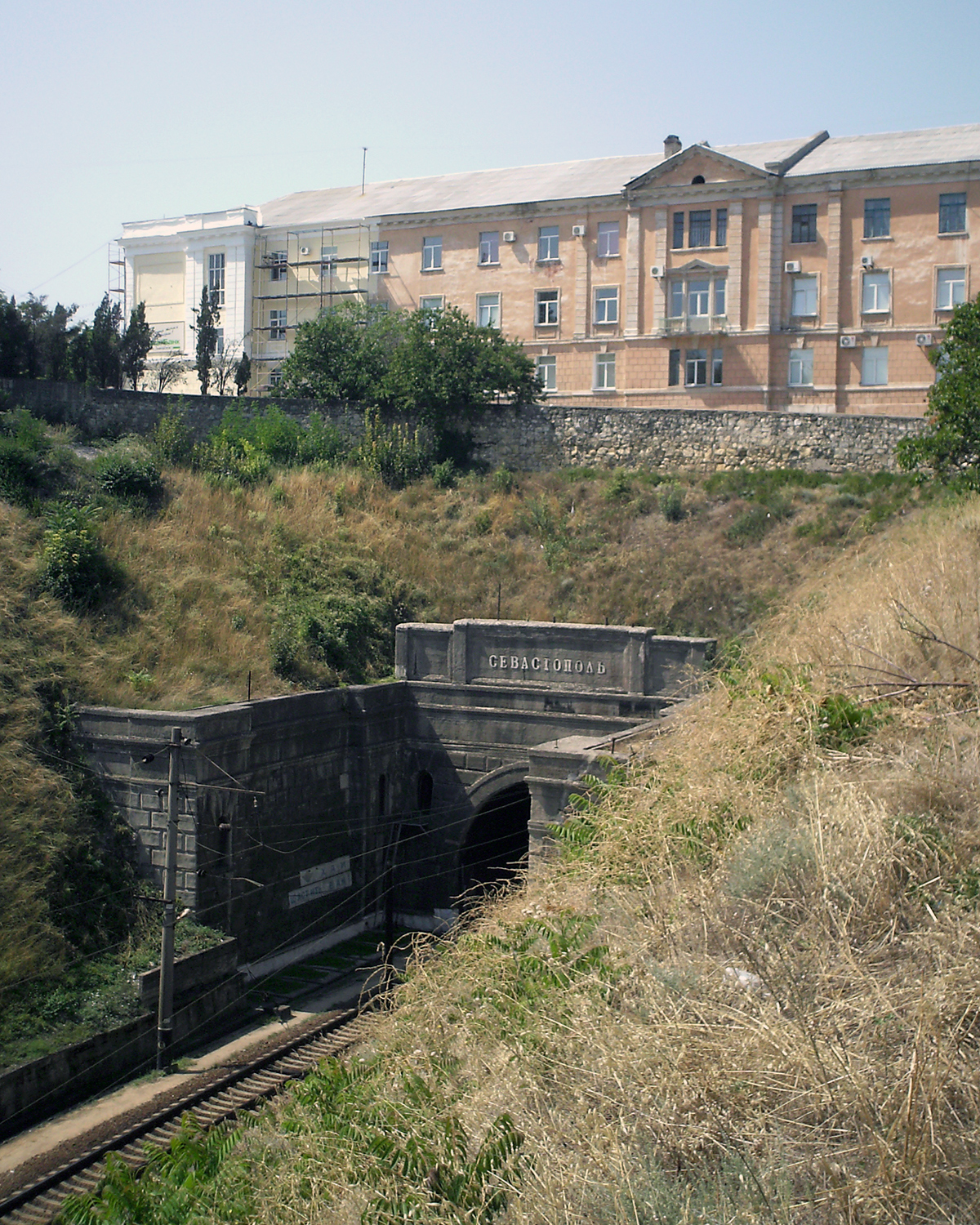
початок Міського тунелю у Севастополі
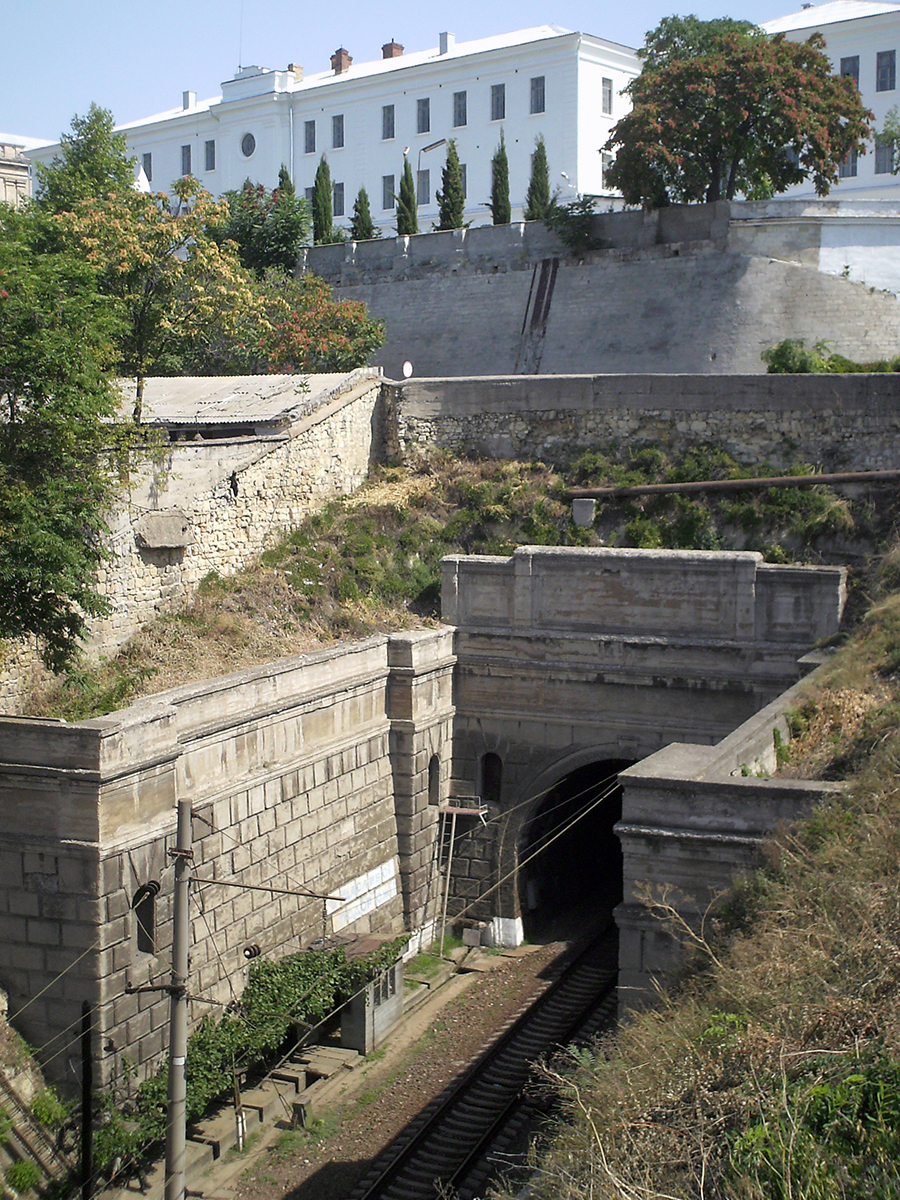
виїзд з Міського тунелю у Севастополі
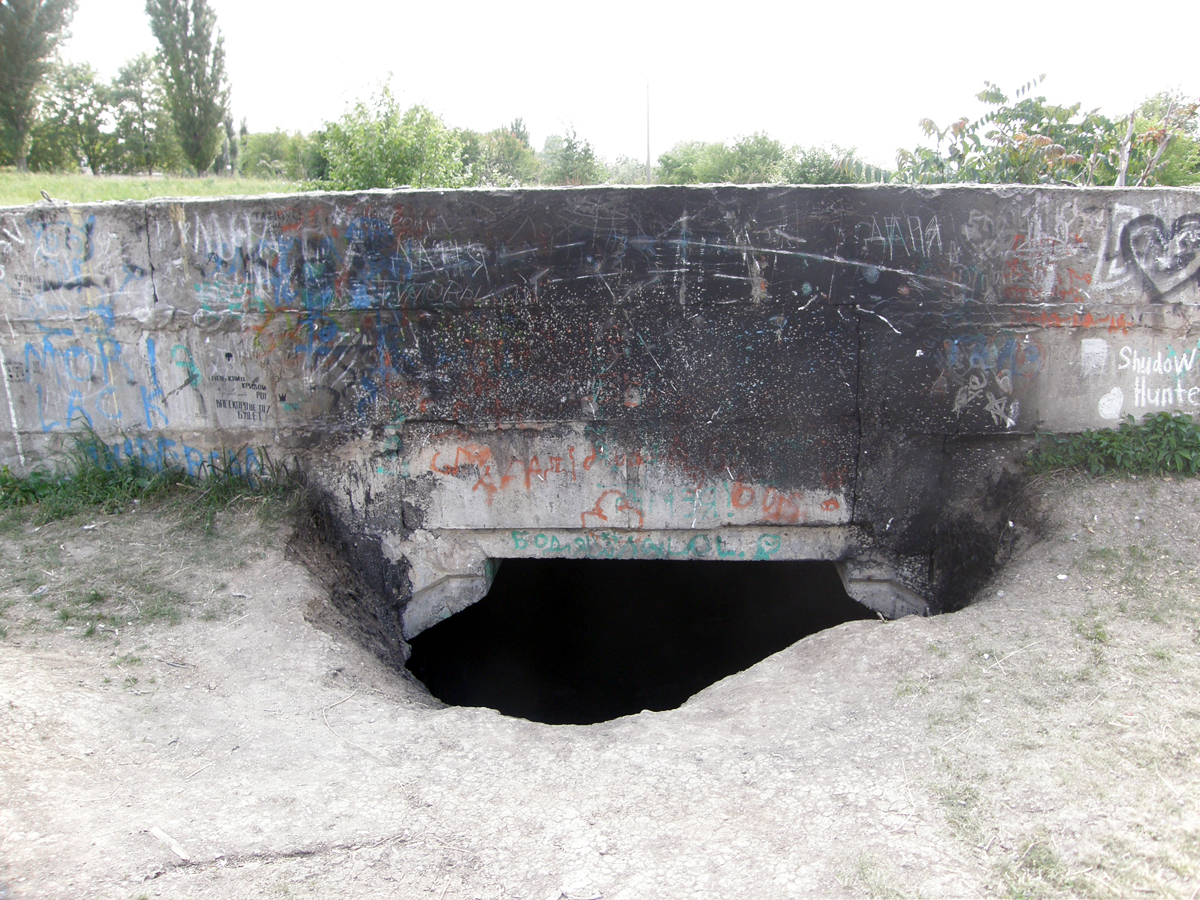
засипаний портал тунелю недобудованої криворізької дитячої залізниці

## Автомобільний тунель

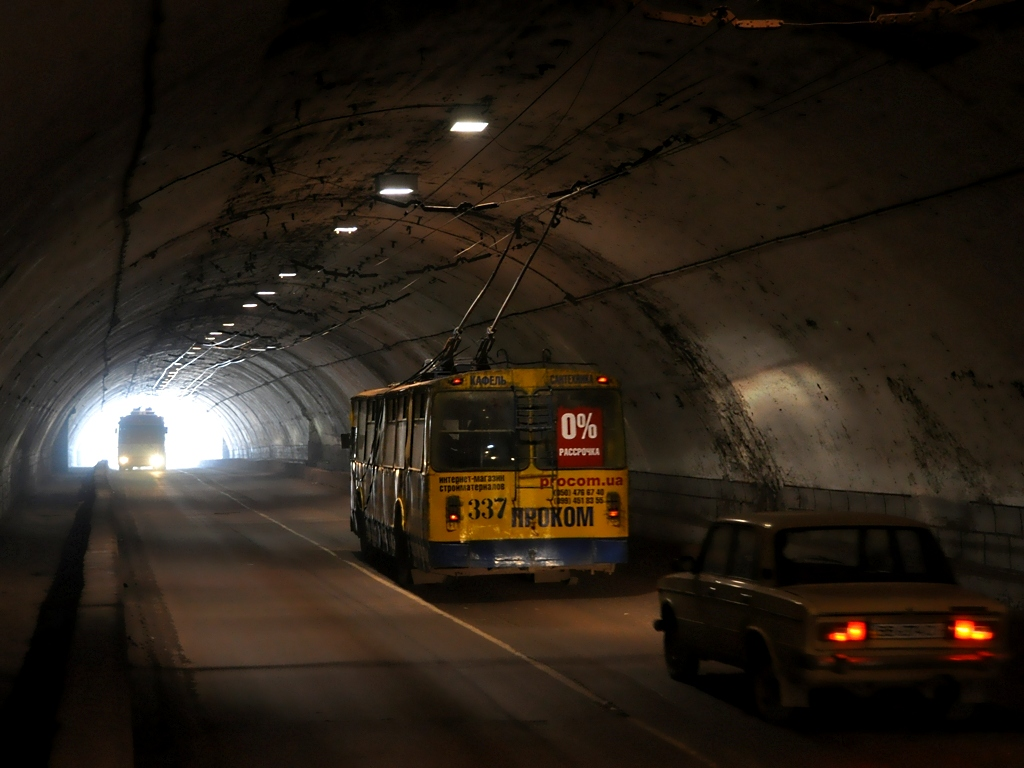
Автомобільний тунель з тролейбусною лінією в Алчевську

| тунель                           | довжина, м | координати початку / кінця | роки      |
| -------------------------------- | ---------- | --- | --------- |
| Алчевський тунель                | 485        | 48°28′57″ пн. ш. 38°47′09″ сх. д. / 48.4823959° пн. ш. 38.7859164° сх. д. / 48°29′10″ пн. ш. 38°46′58″ сх. д. / 48.4862147° пн. ш. 38.7826977° сх. д. | 1952—1954 |
| Тунель на Поштовій площі в Києві | 170        | | 2013      |

## Оригінальний природний тунель
Поблизу міста Клевань Рівненської області розташований єдиний у Європі та світі природний «зелений» Тунель кохання, який став популярним туристичним об'єктом.